# Xmal Deutschland
Xmal Deutschland var en tysk new wave-grupp bildad 1980 i Hamburg av Anja Huwe (sång), Manuela Rickers (gitarr), Rita Simon (elbas), Fiona Sangster (keyboards) och Caro May (trummor). Gruppen bestod ursprungligen enbart av kvinnliga medlemmar tills Simon ersattes av Wolfgang Ellerbrock (elbas).
1982 var Xmal Deutschland förband till Cocteau Twins och uppmärksammades av Cocteau Twins skivbolag 4AD. Gruppen fick skivkontrakt med bolaget och gav ut sitt debutalbum Fetisch året därpå. Fetisch blev en framgång med tredje plats på brittiska independentlistan. Xmal Deutschland gjorde en egen turné i England och spelade in en livesession för den inflytelserike DJn John Peel. Gruppens musik karakteriserades i början som gothrock och 1984 gav de ut sitt andra album Tocsin i denna stil. Det tredje albumet Viva (1987) med låtar som Matador och Sickle Moon innehöll en ljusare musik och blev en kreativ höjdpunkt i gruppens karriär. På Devils (1989) närmade de sig mainstreampop och ersatte de tyska texterna med engelska. Gruppen upplöstes strax därefter.

## Diskografi
- Fetisch 1983
- Tocsin 1984
- Viva 1987
- Devils 1989

## Källa
- Xmal Deutschland Biography Allmusic.com